# Кувакад, Джордж Джейкоб
Джордж Джейкоб Кувакад (англ. George Jacob Koovakad; род. 11 августа 1973, Четипужа, Триппунитура, Индия) — индийский куриальный кардинал и ватиканский дипломат. Организатор папских визитов Государственного секретариата Ватикана с 7 октября 2021 по 25 октября 2024. Титулярный архиепископ Нисибиса Халдейского с 25 октября по 7 декабря 2024. Префект Дикастерии по межрелигиозному диалогу с 24 января 2025. Кардинал-дьякон с титулярной диаконией Сан-Антонио-ди-Падова-а-Чирконваллационе-Аппиа с 7 декабря 2024.

## Ранние годы, образование и священство
Джордж Джейкоб Кувакад родился  11 августа 1973 года, в Четипуже, городском округе в муниципалитете Чанганачерри, штат Керала.
Он получил степень бакалавра по химии в колледже Святого Жана Берхманса, Чанганасери в 2002 году и лиценциат в 2004 году, обучаясь в семинарии Святого Фомы Минора, Куричи, и Папской семинарии Святого Иосифа, Алува. Он был рукоположен в священники сиро-малабарской католической архиепархии Чанганачерри 24 июля 2004 года архиепископом Джозефом Поватхилом. Некоторое время он служил помощником викария церкви Святой Марии, Парел, Чанганачерри.
Переехав в Рим, он получил докторскую степень по каноническому праву в 2006 году в Папском университете Святого Креста, защитив диссертацию на тему «Обязательство бедности для светских священнослужителей в кодексах канонического права».

## На дипломатической службе Святого Престола
В 2006 году после завершения подготовительной программы в Папской Церковной академии Джордж Кувакад поступил на дипломатическую службу Святого Престола. Он работал в апостольской нунциатуре в Алжире, а затем с 2009 года по 2012 год занимал должность секретаря апостольской нунциатуры в Южной Корее, а с 2012 года по 2014 год в Иране, а также был советником апостольских нунциатур в Коста-Рике с 2014 года по 2018 год и в Венесуэле с 2018 года по 2020 год. 1 октября 2014 года ему было дарован титул капеллана Его Святейшества, а 13 декабря 2019 года — титул почётного прелата Его Святейшества.
В июле 2020 года он присоединился к штату Государственного секретариата Ватикана и с 2021 года организовал несколько папских поездок, включая визиты в Канаду, Демократическую Республику Конго и Южный Судан, а также длительную поездку в Индонезию, Папуа — Новую Гвинею, Восточный Тимор и Сингапур.
В 2024 году он посетил Индию, чтобы возглавить богослужения Страстной недели в родном приходе своей семьи, приходе Лурд Мата в Маммуду в Чанганачерри.

## Кардинал
6 октября 2024 года Папа Франциск объявил, что намерен возвести монсеньора Коовакада в кардиналы 8 декабря, дата была позднее перенесена на 7 декабря. Согласно церковным источникам, он останется на своём посту при Святом Престоле. Отец Энтони Вадаккекара, представитель Сиро-Малабарской католической церкви, сказал: «Это большая честь для Сиро-Малабарской церкви, поскольку один из её сыновей возведён в кардинальское достоинство, что является первым случаем в Индии». До возведения Кувакада в кардинальское достоинство кардиналом становился только верховный архиепископ Сиро-малабарской церкви. Вероятно, ему дадут новое назначение, более соответствующее его рангу, возможно, он станет архиепископом Бомбея.

## Архиепископ
25 октября 2024 года Папа Франциск назначил его титулярную кафедру Нисиби Халдейского с достоинством архиепископа в соответствии с motu proprio Cum Gravissima, подписанным Папой Иоанном XXIII в 1962 году, который устанавливает, что все кардиналы, должны по правилу быть, рукоположены в епископы.
24 ноября 2024 года Кувакад получил епископское рукоположение в Сиро-малабарском кафедральном соборе Чанганачерри от архиепископа Рафаэля Таттила.

## Куриальная работа
11 января 2025 года он был назначен членом Дикастерии восточных церквей. 24 января 2025 года Папа Франциск назначил кардинал Кувакада префектом Дикастерии по межрелигиозному диалогу.